# アンゴラの音楽
アンゴラの音楽（アンゴラのおんがく）はこの国のにとって特に重要な文化である。アンゴラは長くポルトガルの植民地であった。首都であり、アンゴラ最大の都市であるルアンダはメレンゲ、カズクタ、キラパンダ、センバといった様式の発祥地である。ルアンダ沖合の島ではアコーディオンとハーモニカに基づいた様式が生まれた。
センバ──サンバ（場所に起源を持つ言葉であり、意味は「へそ」である）のルーツの一部である──はキゾンバとクドゥーロの前身でもある。センバは都市に特徴付けられた音楽であり、都市で、特にルアンダで成長した。この首都の周辺には、大規模に人口が集積した「ムセーケス」が形成されている。植民地時代には、歌詞に政治的なメッセージも含んだDavid Zeやウルバーノ・デ・カストロのような音楽家が活動した。アンゴラの新しい音楽シーンではボンガ、テタ・ランド、パウロ・フローレス、ウゴラ・リクモスのようなミュージシャンが活躍している。